# فرودگاه دوبینکا
فرودگاه دوبینکا (به روسی: Аэропорт "Дудинка") فرودگاهی عمومی واقع در شهر دوبینکا و در کشور روسیه است که توسط شرکت هواپیمایی تایمیر اداره می‌شود.